# Contopus lugubris
Contopus lugubris là một loài chim trong họ Tyrannidae.